# Baoxing
För andra betydelser, se Baoxing (olika betydelser).
Baoxing, tidigare stavat Paohing, är ett härad som lyder under Ya'ans stad på prefekturnivå i Sichuan-provinsen i sydvästra Kina.